# Медведев, Евгений Владимирович
Евге́ний Влади́мирович Медве́дев (27 августа 1982, Челябинск, РСФСР, СССР) — российский хоккеист, защитник. Двукратный чемпион мира (2012, 2014). Заслуженный мастер спорта России (2012).

## Биография
Родился в спортивной семье. Ребёнком мечтал играть в футбол, однако вместо поля выбрал лёд.
В 2003 году попал в основной состав «Мечела». В 21 год тренер Евгений Александрович Зиновьев перевёл его из нападения в защиту.
В 2007—2015 годах выступал за казанский «Ак Барс», с которым дважды выигрывал Кубок Гагарина.
Часто призывался в национальную сборную России, с которой дважды становился чемпионом мира.
20 мая 2015 года подписал однолетний контракт на $ 3 млн с клубом НХЛ «Филадельфия Флайерз». После не слишком удачного сезона в НХЛ вернулся в Россию. 9 июля 2016 года подписал двухлетний контракт с омским «Авангардом», который был продлен ещё на год.
После окончания сезона 2018—2019 новое соглашение с «Авангардом» не было подписано.
5 февраля 2020 года объявил о завершении карьеры.

## Достижения
- Двукратный обладатель Кубка Гагарина в сезонах 2008/09 и 2009/10.
- Двукратный чемпион мира: 2012, 2014.
- Пятикратный участник Матча звёзд КХЛ: 2012, 2013, 2014, 2017, 2018

## Статистика
| Легенда | Легенда                    | Легенда | Легенда                   | Легенда | Легенда    |
| ------- | -------------------------- | ------- | ------------------------- | ------- | ---------- |
| И       | Количество проведённых игр | Штр     | Штрафное время            | +/−     | Плюс-минус |
| Г       | Голы                       | П       | Голевые передачи          | О       | Очки       |
| -       | Статистика неизвестна      | —       | Статистика не учитывалась |         |            |